# Rings of Power (игра)
Rings of Power — видеоигра в жанре RPG, разработанная командой Naughty Dog и выпущенная в 1991 году для игровой консоли Sega Mega Drive. В игре представлен обширный мир (Ушка Бау) и нелинейность сюжета.

## История
До Нексуса мы жили во тьме; солнце светило так же ярко, как и всегда, но тьма была в наших душах. Наконец, во всплеске божественного света, появился Нексус, принёсший с собой Золотую Эпоху.
Нексус использовал Жезл Мироздания чтобы возродить наш мир; забытый Ушка Бау стал раем. Он дал каждому мужчине, женщине и ребёнку дар одного из Шести Таинств. Многие годы мы процветали.
Новый мир, созданный Нексусом, был исполнен красотой, а любовь, которую мы испытывали к создателю, была сильна. Видя это, чёрная душа Войда наполнялась завистью. Демон принёс конец Золотой Эпохи: он украл драгоценный Жезл Мироздания и провозгласил эпоху хаоса. Начался Катаклизм; террор правил 66 лет.
Наконец, Нексус отыскал Войда, началась великая битва за Жезл Мироздания. В итоге Жезл раскололся надвое, каждый ушёл с половиной. После каждый разделил половину на кольца и спрятал их, чтобы другой не смог собрать Жезл воедино и получить Его мощь. Многие пытались найти Кольца и вернуть Жезл Мироздания Нексусу. Все они потерпели поражение.

## Поиски Колец
Через 500 лет после Катаклизма Кольца Силы стали легендой. Почти все прочли книгу Нексуса и знали о Священном Походе во имя нахождения Колец и возвращения Жезла Мироздания Нексусу. Только самые смелые и благородные могли позволить себе начать поиски, не соблазнившись великой силой Жезла.
Ваше имя — Бак, студент Академии Волшебства, вы будете следующим, кто начнёт Священный Поход. Вы соберёте команду приключенцев; Рыцарь, Колдунья, Чародей, Некромант и Лучница; вместе вы побываете в каждом уголке нашего мира, Ушка Бау, в поисках знаний, ведущих к желанным Кольцам. Ваш отряд будет обучаться заклинаниям, набирать опыт и продвигаться по лестнице званий и рангов, путешествуя от города к городу, находя друзей и врагов, проходя битву за битвой. Если вам повезёт — если вам удастся собрать все Кольца и вернуть Жезл Мироздания Нексусу — награда будет намного большей, чем юный волшебник мог бы себе представить.